# Naučná stezka Demänovská dolina
Naučná stezka Demänovská dolina, slovensky Náučný chodník Demänovská dolina, je naučná stezka v dolině a přírodní rezervaci Demänovská dolina v horské obci Demänovská Dolina v okrese Liptovský Mikuláš na Slovensku. Geograficky se také nachází v pohoří Nízké Tatry v Národním parku Nízké Tatry a v Žilinském kraji.

## Historie a popis stezky
Naučná stezka Demänovská dolina patří mezi náročnější turistické trasy a byla postavena v roce 1988 má délku 13,5 km a převýšení cca 0,75 km. Trasa obousměrné stezky je Demänovská Dolina, Jasná, národní přírodní památka Vrbické pleso, potok Zadná voda a jeho vodní nádrž Zadná Voda, rozcestník Tri vody, rozcestník Pod Orlou skalou, chata Luková, potok Luková, rozcestník Záver Širokej doliny, říčka Demänovka a Široká dolina, rozcestník Pod Krčahovom a Lúčky. Má 12 zastavení s informačními panely zaměřenými na živou a neživou přírodu, hornictví, zemědělství a historii oblasti včetně Slovenského národního povstání.

### Názvy informačních panelů
1. Náučný chodník Demänovská dolina
2. Vrbické pleso
3. Lesné spoločenstvá
4. Pramenné oblasti – kolobeh vody
5. Natura 2000 na území Národného parku Nízke Tatry
6. Fauna a flóra Nízkych Tatier
7. Športovo-rekreačný areál Jasná
8. Horná hranica lesa
9. Banícka činnosť
10. Salašníctvo a pastierstvo
11. Slovenské národné povstanie
12. Riečno-ľadovcová plošina Lúčky

## Další informace
Stezka je celoročně volně přístupná, avšak vzhledem k horskému terénu může být za nepříznivého počasí nepřístupná.